# Rolando Tucker
Rolando Samuel Tucker León (* 31. prosince 1971) je bývalý kubánský sportovní šermíř, který se specializoval na šerm fleretem. Kubu reprezentoval v devadesátých letech. Na olympijských hrách startoval v roce 1996 a 2000 v soutěži jednotlivců a družstev. V soutěži jednotlivců postoupil na olympijských hrách 1996 do čtvrtfinále. V roce 1994 získal titul mistra světa v soutěži jednotlivců. S kubánským družstvem fleretistů vybojoval na olympijských hrách 1996 bronzovou olympijskou medaili. V roce 1991 a 1995 vybojoval s družstvem fleretistů titul mistrů světa.